# Deutsch-Amerikanisches Institut Heidelberg
El Deutsch-Amerikanisches Institut (DAI, alemán «instituto germano-americano») en Heidelberg es una institución que se dedica al intercambio cultural entre Alemania y los Estados Unidos.

## Historia
El instituto por primera vez abrió sus puertas en 1946 como biblioteca. Inicialmente se llamaba Amerika Haus («casa de América») y se encontraba en la calle Hauptstraße 124,  la calle principal de Heidelberg. En aquel entonces ofrecía literatura a los que se interesaban en la cultura internacional después de la supresión nacional del Nazismo, por ejemplo en forma de periódicos internacionales actuales. La demanda era tanta que había un servicio móvil entregando literatura y prensa hasta el Palatinado. Influido por el arte y el entertainment estadounidense también ofrecía espectáculos culturales con invitados reputados. Las ofertas del DAI ayudaban a poner al alcance los alemanes y los estadounidenses.